# 于德泉
于德泉（1932年10月22日—2022年12月31日），男，山东蓬莱人，中国天然药物化学专家，中国工程院院士。

## 生平
1956年毕业于北京医学院。1999年当选为中国工程院院士。